# Павіан
Павіан (Papio Erxleben, 1777) — рід приматів з родини мавпових (Cercopithecidae).

## Поширення
Поширені у Африці на південь від Сахари; ізольовані популяції трапляються в межах Сахарського регіону, а P. hamadryas — уздовж узбережжя Ємену та Саудівської Аравії. Мешкають у різних місцях проживання, включаючи савани, луки, чагарники, степи, напівпосушливі ліси та напівпустелі, а також галерейні ліси й ділянки дощових лісів. Основні особливості всіх місць існування включають стабільні джерела води та певний тип підвищеного місця для сну. Ці спальні місця — зазвичай великі дерева чи скелі.

## Опис
Вага — від 10 до 31 кг (самиці приблизно від 10 до 15 кг). Волосяний покрив варіюється за кольором від жовтого до червонуватого, та від оливково-сірого до чорного. Молоді тварини завжди виразно забарвлені, зазвичай мають чорне хутро, але у деяких видів коричневе або коричнево-червоне. У самців може бути помітна грива. Обличчя майже оголене, а долоні та підошви стоп абсолютно голі. Обличчя довге. Верхні ікла довгі.

## Поведінка
Ці тварини рухливі, проходять кілька кілометрів за один день, щоб знайти їжу. Соціальні групи завжди вночі повертаються до спальних місць. Це, як правило, фруктоїди, але будуть їсти майже все, що їстівне, включаючи траву, листя, бутони, квіти, насіння, яйця, комах та м'ясо. Основні хижаки: Panthera leo, Panthera pardus, Aquila verreauxi.

## Видовий склад
У складі роду — 5 видів.
- рід павіан (Papio Erxleben, 1777)
  - павіан бабуїн (Papio cynocephalus)
  - павіан анубіс (Papio anubis)
  - павіан гамадрил (Papio hamadryas)
  - павіан гвінейський (Papio papio)
  - павіан ведмежий (Papio ursinus)